# Templul Unirea Sfântă din București
Templul Unirea Sfântă din București este un lăcaș de cult evreiesc din orașul București, localizat pe Str. Mămulari nr. 3 din sectorul 3. Edificiul a fost construit în anul 1850 (1836 dupa alta sursă) ca sinagogă a breslei croitorilor . Începând din anul 1978, în acest templu a fost amenajat Muzeul de istorie a evreilor din România "Șef rabin dr. Moses Rosen".
Muzeul a fost reamenajat și reinaugurat în iunie 2019 sub numele de Muzeul de Istorie și Cultură a Evreilor din România "Dr. Nicolae Cajal".
Muzeul de Istorie al Comunității Evreiești - Templul "Unirea Sfântă" a fost inclus pe Lista monumentelor istorice din București din anul 2015, având codul de clasificare  B-II-m-A-19173 .

## Istoric
Templul Unirea Sfântă (Ahdut Kodesh) din București a fost construit de către breasla croitorilor în anul 1850 (1836 dupa alta sursă) fiind cunoscută și sub denumirea de Sinagoga Mare a croitorilor. Clădirea a fost remodelată în anul 1910, după planurile arhitectului Iulius Grunfeld. În prezent, edificiul are o suprafață de 305 m², un parter și două nivele, fiind un amestec de elemente maure, romanice și bizantine la care se adaugă influența arhitecturii bizantine din Muntenia. Nava centrală este supraînălțată, iar zidurile sunt întărite de contraforți.
În ianuarie 1941, sinagoga a fost devastată de legionari, fiind apoi restaurată. Templul Unirea Sfântă din București a supraviețuit atât celui de-al doilea război mondial, cât și epocii lui Nicolae Ceaușescu, în care au fost demolate majoritatea sinagogilor din București.
La acest templu a slujit ca rabin dr. Meyer Abraham Halevy în perioadele 1935-1940 și 1946-1963.
La 15 ianuarie 1978, la inițiativa Dr. Moses Rosen (1912-1994), rabin-șef al comunităților evreiești din România și președinte al federației Comunităților Evreiești din România, a fost amenajat în acest templu Muzeul de Istorie al Comunității Evreiești din România. Primul director al Muzeului a fost publicistul Marius Mircu, autor a numeroase lucrări despre evreii din România.
Denumirea muzeului avea mai multe variante: Muzeul de Istorie al Comunităților Evreilor din România, Muzeul de Istorie a Comunitații Evreiești București etc.
În lista sinagogilor din România publicată în lucrarea Seventy years of existence. Six hundred years of Jewish life in Romania. Forty years of partnership FEDROM – JOINT, editată de Federația Comunităților Evreiești din România în anul 2008, se preciza că Templul Unirea Sfântă din București nu mai era în funcțiune.

## Muzeul de Istorie al Comunităților Evreilor din România
Muzeul acoperă o lungă perioadă a istoriei evreilor din România are o arhivă importantă a istoriei evreilor români; o colecție de tablouri pictate de evrei români care, deși este mică, constă din lucrări de o valoare comparabilă cu cea a unui mare muzeu de artă (multe din lucrările acestor artiști sunt expuse în Muzeul Național de Artă al României); sunt amintiți actori ai Teatrul Evreiesc de Stat; există și un memorial al Holocaustului: este un memorial sentimental al Holocaustului în care vizitatorii sunt invitați să scrie numele unei persoane cunoscute sau al unui membru al familiei pierit în Holocaust.
Pe scurt, este vorba de un muzeu dedicat istoriei rolului unui anumit grup etnic în societate. În contrast cu muzeul similar din Budapesta, acesta nu este un muzeu care privește exodul majorității evreilor din țară în Israel ca un punct culminant. Acest muzeu este concentrat mai mult asupra contribuției evreilor la cultura română.
Muzeul conține, de asemenea, o colecție mare de obiecte rituale evreiești din România, strânse de către dr. Moses Rosen (1912-1994), fostul șef-rabin al evreilor din România .
Paza muzeului este ridicată, în principal datorită unui incident din decembrie 2000 . .

## Reinaugurarea Muzeului de Istorie și Cultură a Evreilor din România "Dr. Nicolae Cajal" (2019)
În iunie 2019, Muzeul a fost re-inaugurat si redenumit "Dr. Nicolae Cajal" după o perioadă de cinci ani în care clădirea a fost restaurată și conținutul muzeului reamenajat și modernizat. Pe fundația anterioară a muzeului în care "istoria și politica și participarea evreilor la istoria țării acesteia era profund analizată", noua formulă a muzeului expune și viața evreiescă și contribuția acestei etnii la istoria României. Astfel au fost adăugate exponate despre viață evreiască precum casa, bucătăria, grădinița și școala evreiască inclusiv în format multimedia. La etajul întâi s-a deschis Pinacoteca Federației Comunităților Evreiești din România cu operele unor artiști precum Brauner, Maxi, Iser, Luchian și Băncilă. Etajul doi încă nu este deschis publicului.
Muzeul face parte din Complexul Muzeal Evreiesc din București care va cuprinde și alte două clădiri: Muzeul Holocaustului din Sinagoga Mare și Muzeul Sinagogilor, a cultului mozaic și a vieții religioase la etajul doi al Templului Coral.

## Fotogalerie

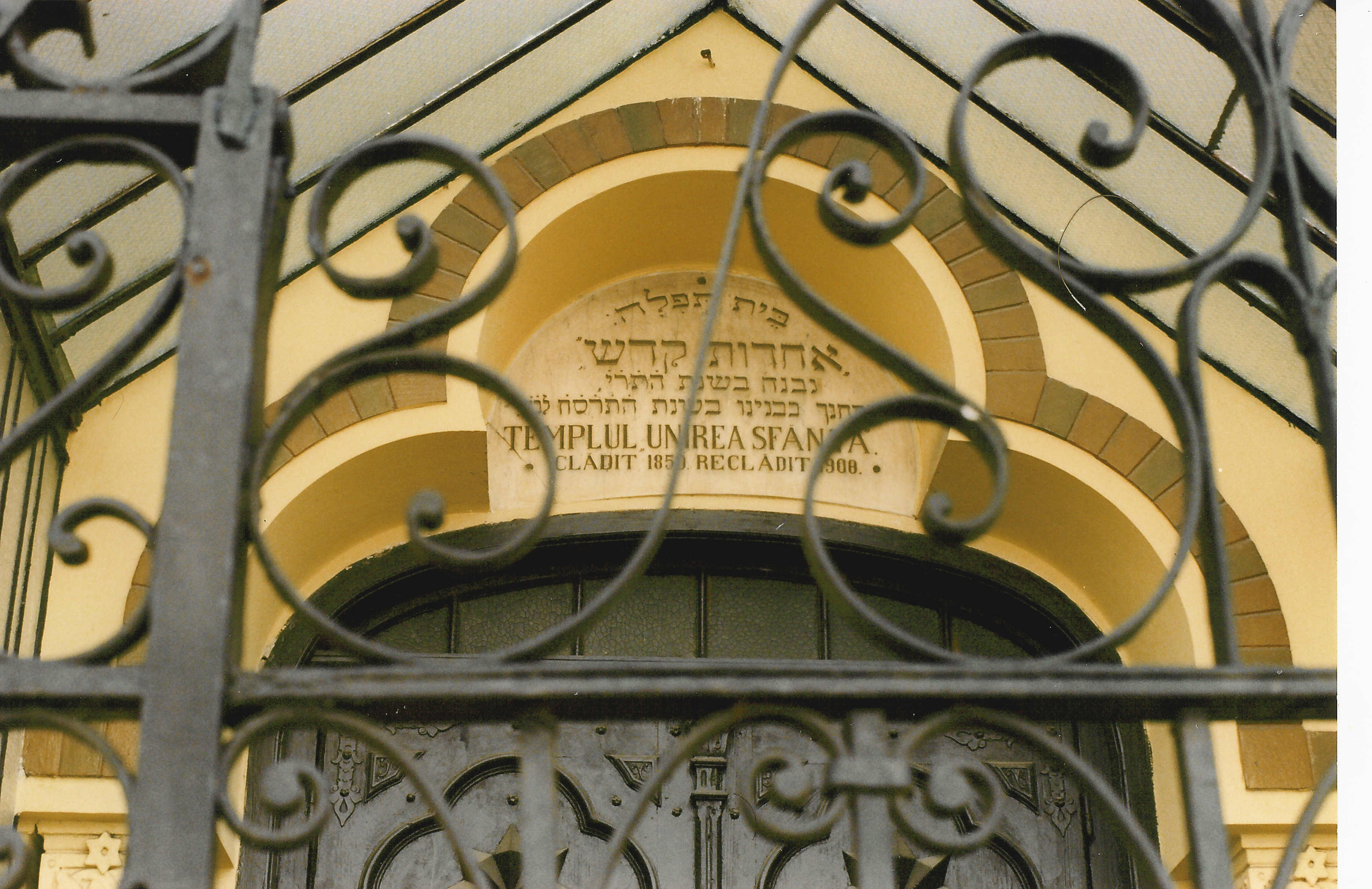
Placă deasupra intrării în templu